# Fernando Montiel
Pour les articles homonymes, voir Montiel (homonymie).
Fernando Montiel est un boxeur mexicain né le 1er mars 1979 à Los Mochis.

## Carrière
Il devient champion du monde des poids mouches WBO le 15 décembre 2000 en battant Isidro García par arrêt de l'arbitre à la 7e reprise. 
Il défend trois fois sa ceinture en 2001 aux dépens de Zoltan Lunka, Juan Domingo Cordoba et José López puis affronte Pedro Alcazar le 22 juin 2002, titre des super-mouches WBO en jeu. Il l'emporte par arrêt de l'arbitre au 6e round.
Montiel domine ensuite Roy Doliguez (victoire au second round) avant d'être battu aux points par Mark Johnson le 16 août 2003. Il reprend cette ceinture le 9 avril 2005 en stoppant Iván Hernández par KO à la 7e reprise avant de perdre contre Jhonny González (défaite aux points le 27 mai 2006 pour le gain de la ceinture WBO des poids coqs). Il conserve néanmoins sa ceinture des super-coqs en battant Z Gorres le 24 février 2007.
Fernando Montiel remet quatre autres fois son titre en jeu entre 2007 et 2008 et l'emporte à chaque fois avant la limite: il bat au 10e round Cecilio Santos et Luis Melendez, au 4e round Martin Castillo et au 3e round Luis Maldonado avant de laisser sa ceinture vacante début 2009.
Le 28 mars 2009, il bat par KO au 3e round Diego Oscar Silva et s'empare du titre vacant de champion du monde poids coqs WBO, titre qu'il confirme en battant Ciso Morales par KO au 1er round le 13 février 2010. Le 30 avril, Montiel bat à Tokyo Hozumi Hasegawa par arrêt de l'arbitre au 4e round et devient champion WBC de la catégorie. Il conserve ses deux ceintures le 17 juillet 2010 en stoppant au 3e round Rafael Concepción avant d'être sévèrement battu le 19 février 2011 au Mandalay Bay de Las Vegas par le philippin Nonito Donaire dès le 2e round.
Après deux nouvelles victoires, le 19 novembre 2011, il est battu une 4e fois de sa carrière par le mexicain Victor Terrazas. Envoyé tapis au 5e round, les juges le donnent perdant par décision unanime à l'issue de 12 rounds. Montiel passe ensuite dans la catégorie poids plumes mais s'incline aux points le 14 octobre 2015 face au champion IBF britannique Lee Selby.